# 페치구 (세르비아)

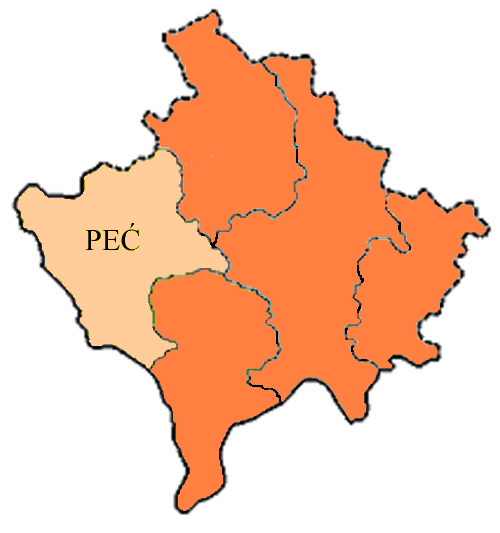
페치 구의 위치

페치 구(세르비아어: Пећки округ, Pećki okrug, 알바니아어: Regjioni i Pejës)는 세르비아 코소보 메토히야 자치주에 위치한 구로 행정 중심지는 페치이며 면적은 2,460km2, 인구는 414,187명(2002년 인구 조사 기준), 인구 밀도는 168.4명/km2이다. 코소보는 2008년 세르비아로부터 독립을 선언한 상태이다.

## 지방 자치체
5개 지방 자치체를 관할한다.
- 페치 (Peć)
- 이스토크 (Istok)
- 클리나 (Klina)
- 자코비차 (Đakovica)
- 데차니 (Dečani)